# درة غودرزي (كبغيان)
درة غودرزي (بالفارسية: دره گودرزی) هي قرية تقع في إيران في قسم كبغيان الريفي. يقدر عدد سكانها بـ 15 نسمة بحسب إحصاء 2016.